# Los Manantiales, Carrillo Puerto
Los Manantiales är en ort i Mexiko.   Den ligger i kommunen Carrillo Puerto och delstaten Veracruz, i den sydöstra delen av landet, 280 km öster om huvudstaden Mexico City. Los Manantiales ligger 194 meter över havet och antalet invånare är 159.
Terrängen runt Los Manantiales är lite kuperad, och sluttar österut. Runt Los Manantiales är det ganska tätbefolkat, med 62 invånare per kvadratkilometer. Närmaste större samhälle är Cuitláhuac, 15,1 km väster om Los Manantiales. Omgivningarna runt Los Manantiales är en mosaik av jordbruksmark och naturlig växtlighet.